# Meinolf Splett
Meinolf Splett (* 14. Mai 1911 in Halle (Saale); † 31. Juli 2009 ebenda) war ein deutscher Maler und Grafiker.

## Leben und Werk
Meinolf Splett kam aus einer katholisch geprägten Lehrerfamilie. Sein Vater Otto Splett war Vorsitzender der Deutschen Zentrumspartei in Halle. Schon als Kind war Splett fasziniert von der Kunst und hatte nach einem schweren Straßenbahnunfall in der Kindheit gelernt, sich von widrigen Umständen nicht unterkriegen zu lassen. Von 1926 bis 1929 machte Splett eine Lithografen-Lehre. Daneben nahm er Unterricht im Zeichnen bei Otto Fischer-Lamberg und Modellieren bei Paul Horn. Auf ausgedehnten Kajaktouren begann er Aquarelle zu malen. 1932 erlangte Splett den Meistertitel für das Lithografengewerbe. 1932 bis 1933 war er Meisterschüler bei Erwin Hahs an der Kunstgewerbeschule Burg Giebichenstein, ab 1933 an der Staatlichen Akademie für Graphische Künste und Buchgewerbe in Leipzig bei Walter Buhe. Dem folgten Wanderjahre mit dem niederrheinischen Kirchenmaler Bernd Terhorst (1893–1986).
Nachdem ihn ein Lehrling wegen einer nazifeindlichen Äußerung denunziert hatte, war Splett 1939/1940 inhaftiert. Einige seiner künstlerischen Arbeiten wurden als „entartete Kunst“ vernichtet. Ab 1940 war Splett dienstverpflichtet, im Kriegsdienst und in Kriegsgefangenschaft. Danach kam er wieder nach Halle, wo er freischaffend als Künstler arbeitete. 1947 gehörte er zu den Gründern der Halleschen Künstlervereinigung „Die Fähre“, von der er sich aber wegen inhaltlicher Differenzen bald zurückzog. 1954 bis 1976 war Splett Lehrbeauftragter für Lithografie an der Hochschule für Kunst und Design Burg Giebichenstein. Zu seinen Schülern gehörten u. a. Fritz Dietering, Ludwig Ehrler, Wasja Götze, Lutz Grumbach, Eberhard Kull, Otto Möhwald, Fritz Müller und Gerhard Schwarz.
Splett bezeichnete sich selbst als tiefreligiösen Menschen. Sein künstlerisches Schaffen erwuchs aus der Verwurzelung im christlichen Glauben. Seine Gemälde, Mosaiken, Wandbilder, Glasfenster u. a. finden sich in vielen katholischen Gemeinden Deutschlands. Für Bischof Friedrich Maria Rintelen schuf er ein Bischofskreuz. Bedeutsam sind auch Spletts expressive Farbholzschnitte.
Vor allem in den 1950er und 1960er Jahren sah Splett seine Arbeit durch die offizielle Kunstpolitik der DDR behindert, an der auch die Erlangung einer Professur scheiterte. 1957 gehörte Splett zu den Gründern der Galerie „Wort und Werk“ in Leipzig. 1958 gründete er die Druckwerkstatt des Bezirksverbandes der Bildenden Künstler in Halle, die er bis 1976 leitete. Er war Mitglied der Ost-CDU. Splett lebte und arbeitete bis zu seinem Tod in Halle. Studienreisen führten ihn 1934, 1979 und 1988 nach Norwegen und 1975 in die UdSSR.

## Rezeption
„Meinolf Splett ist ein Künstler, der mit seinem ausgeprägten Sinn für Freiheit und Gerechtigkeit sein ganzes Leben lang – und beileibe nicht nur in der Kirche – angeeckt ist.“
„Ein Thema, das ihn auf unterschiedliche Weise immer wieder interessiert hat, ist zum Beispiel der Kreuzweg Christi. Die eigentliche Sprache der Kunst sieht er aber nicht im Thema, sondern in Thema und Form gemeinsam repräsentiert, die innerhalb des Bildes einen dynamischen Vorgang voranbringen.“

## Ehrungen
- 1976: Kunstpreis der Stadt Halle
- 1981: Verdienstmedaille der DDR
- 1986: Vaterländischer Verdienstorden in Bronze
- 1987: Hans-Grundig-Medaille
- 1995: Kunstpreis des Landes Sachsen-Anhalt

## Werke (Auswahl)

### Baugebundene Kunst
- Quedlinburg, Pfarrkirche St. Mathilde: Triptychon über dem Tabernakel, 1953
- Eilsleben, Kirche Herz Jesu: Flügelaltar, zuvor im ehemaligen Seelsorgehelferinnenseminar in Magdeburg
- Neubiendorf, Geiseltalsee-Kirche: Flügelaltar, 1954
- Hundeshagen, Kirche St. Dionysius: großes Mosaikbild des Auferstandenen im Altarraum, 1961[4]
- Halle/Saale-Giebichenstein, Kirche St. Norbert: Mosaikbild an der Altarwand, darstellend die Wiederkunft Christi in Visionen; 1964[5]

### Tafelbilder
- Christus auf dem See (1951, Öl; Kunstarchiv Beeskow)
- Gewissensentscheidung des Domprobstes Lichtenberg, ermordet im KZ (1967, Öl)[6]

### Druckgrafik
- Vom Krieg zum Frieden (1957, Zyklus von vier Farbholzschnitten, 33 × 44 cm; auf der Vierten Kunstausstellung der DDR)[7]

- Der große Dulder Hiob (um 1965; Holzschnitt)[8]

### Zeichenkunst
- Kind mit Puppenstube (vor 1948; Pastell)[9]

## Ausstellungen (unvollständig)

### Einzelausstellungen
- 1986: Leipzig, Galerie Wort und Werk (Malerei, Grafik; zum 75. Geburtstag)

- 2006: Halle, Paul-Riebeck-Stiftung
- 2011: Halle, Kunstforum Halle („Zum Licht . . .“; Malerei und Grafik; zum 100. Geburtstag)

### Teilnahme an Gruppenausstellungen
- 1948: Halle (Saale), Städtisches Museum in der Moritzburg[10]

- 1958: Berlin: Deutsche Akademie der Künste (Jahresausstellung)
- 1958 und 1977/1978: Dresden, Vierte Deutsche Kunstausstellung und VIII. Kunstausstellung der DDR
- 1965: Berlin, intergrafik
- 1970: Berlin, Altes Museum („Auferstanden aus Ruinen. Druckgraphik und Zeichnungen 1945–1970“)
- 1974 und 1979: Halle (Saale), Bezirkskunstausstellungen
- 1975: Schwerin, Staatliches Museum („Farbige Grafik in der DDR“)
- 1979: Berlin, Altes Museum („Weggefährten – Zeitgenossen. Bildende Kunst aus 3 Jahrzehnten “)

- 1993: Halle, Universitätsmuseum „Burse zur Tulpe“ („Halle in der Nachkriegszeit. Malerei, Grafik und Plastik aus Privatbesitz“)